# Robert J. Lagomarsino

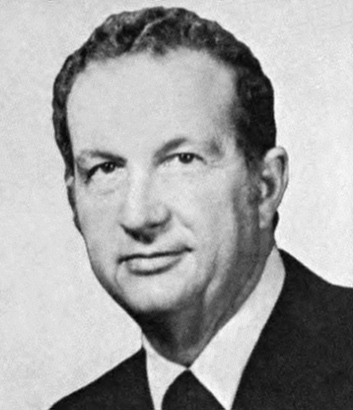
Robert J. Lagomarsino, 1975

Robert John Lagomarsino (* 4. September 1926 in Ventura, Kalifornien; † 7. Februar 2021 in Ojai, Kalifornien) war ein US-amerikanischer Politiker (Republikaner). Zwischen 1974 und 1993 vertrat er den Bundesstaat Kalifornien im US-Repräsentantenhaus.

## Werdegang
Robert Lagomarsino besuchte die öffentlichen Schulen seiner Heimat. Während des Zweiten Weltkrieges diente er zwischen 1944 und 1946 in der US Navy. Danach studierte er bis 1950 an der University of California in Santa Barbara. Nach einem anschließenden Jurastudium an derselben Universität und seiner 1954 erfolgten Zulassung als Rechtsanwalt begann er in diesem Beruf zu arbeiten. Gleichzeitig schlug er als Mitglied der Republikanischen Partei eine politische Laufbahn ein. Im Jahr 1958 wurde er Gemeinderat in Ojai; von 1958 bis 1961 war er Bürgermeister dieses Ortes. Von 1961 bis 1974 gehörte Lagomarsino dem Senat von Kalifornien an. Außerdem war er von 1961 bis 1974 Delegierter auf den regionalen Parteitagen der Republikaner in Kalifornien.
Nach dem Tod des Abgeordneten Charles M. Teague wurde Lagomarsino bei der fälligen Nachwahl für den 13. Sitz von Kalifornien als dessen Nachfolger in das US-Repräsentantenhaus in Washington, D.C. gewählt, wo er am 5. März 1974 sein neues Mandat antrat. Nach neun Wiederwahlen konnte er bis zum 3. Januar 1993 im Kongress verbleiben. Seit 1975 vertrat er dort als Nachfolger von Chester E. Holifield den 19. Wahlbezirk seines Staates. Gleich zu Beginn seiner Zeit im Kongress wurde das politische Leben durch die Watergate-Affäre erschüttert. Lagomarsino war zeitweise Mitglied im Auswärtigen Ausschuss und im Committee on Interior and Insular Affairs. Im Jahr 1992 wurde er von seiner Partei nicht mehr zur Wiederwahl nominiert.
Nach dem Ende seiner Zeit im US-Repräsentantenhaus blieb Robert Lagomarsino auf lokaler Ebene politisch aktiv. Höhere Ämter strebte er jedoch allerdings nicht mehr an. Seinen Lebensabend verbrachte er in Ventura.

## Einzelnachweis
1. ↑  Robert Lagomarsino, Former Santa Barbara-Ventura Congressman, Dies at 94

| Personendaten    | Personendaten                                 |
| ---------------- | --------------------------------------------- |
| NAME             | Lagomarsino, Robert J.                        |
| ALTERNATIVNAMEN  | Lagomarsino, Robert John (vollständiger Name) |
| KURZBESCHREIBUNG | US-amerikanischer Politiker                   |
| GEBURTSDATUM     | 4. September 1926                             |
| GEBURTSORT       | Ventura, Kalifornien                          |
| STERBEDATUM      | 7. Februar 2021                               |
| STERBEORT        | Ojai, Kalifornien                             |